# الأفوكاتو مديحة (فلم)
.

## قصة الفيلم
محمد أفندى خريج كلية الزراعة ومتمسك بالتقاليد، ويعمل ناظر عزبة جابر باشا، وأخته مديحة محامية وترفض الحياة بالريف والزواج بابن عمها وتقرر الهرب مع ابن جابر باشا، لولا وقوف الأهالي ضد ذلك الفعل ، فيواجه محمد أفندى الباشا بمفاسد ابنه وبعد صراع يتزوج محمد أفندى من ابنة الباشا وتعود مديحة إلى صوابها.

## فريق العمل

### تمثيل
| - مديحة يسري: الافوكاتو مديحة - يوسف وهبي: محمد أفندي - حسين رياض: جابر افندي فرج، أبو سمير - فردوس محمد: أم محمد - فاخر فاخر: خلف أفندي، ابن عم الافوكاتو مديحة | - سعيد خليل: سمير بيه - سعيد أبو بكر: دعبس سكرتير مديحة - سامية فهمي: إمباركة - حسن البارودي: العمدة - عبد المجيد شكري: عبد المقصود أفندي | - وداد حمدي: خادمة بيت مديحة - زكي إبراهيم: سكير - كمال حسين: صديق سمير - محمد السبع: صديق سمير - نادية السبع | - عبد الحميد زكي - توفيق صادق: حد المعضعض - سعاد أحمد: خضرة ام سمير - سيد سليمان: خادم جابر باشا - زمردة: فايقة | - نبوية مصطفى: الراقصة - سانتا ندير: الراقصة - محمد قنديل: المطرب - شفيق نور الدين: عبد الدايم - شكري سرحان: صديق سمير |

### إداريون
| - كامل التلمساني: مدير الإنتاج - كمال الشيخ: مونتير - سعيد الشيخ: مونتير - جلال الدين صالح: مهندس الصوت - هاجوب: مهندس المناظر | - عبد الله بركات: مخرج مساعد - محمود سماحة: ماكيير - كمال كريم: مساعد المصور - أبو السعود محمد: مراقب السيناريو | - ولي السيد: ريجيسير - ستوديو الأهرام (ستوديوهات الأهرام): استوديو التصوير - وحيد فريد: مدير التصوير - يوسف وهبي: تأليف وإخراج |

## روابط خارجية
- مقالات تستعمل روابط فنية بلا صلة مع ويكي بيانات